# Kittery (Maine)
Kittery es un pueblo ubicado en el condado de York en el estado estadounidense de Maine. En el Censo de 2010 tenía una población de 9490 habitantes y una densidad poblacional de 48,66 personas por km².

## Geografía
Según la Oficina del Censo de los Estados Unidos, Kittery tiene una superficie total de 195.04 km², de la cual 46.05 km² corresponden a tierra firme y 148.99 km² (76.39 %) es agua.

## Demografía
Según el censo de 2010, había 9490 personas residiendo en Kittery. La densidad de población era de 48,66 hab./km². De los 9490 habitantes, Kittery estaba compuesto por el 95.79 % blancos, el 0.91 % eran afroamericanos, el 0.15 % eran amerindios, el 1.09 % eran asiáticos, el 0.05 % eran isleños del Pacífico, el 0.52 % eran de otras razas y el 1.51 % pertenecían a dos o más razas. Del total de la población el 2.64 % eran hispanos o latinos de cualquier raza.